# Norma Ahlqvist
Norma Ahlqvist, född den 22 februari 1941 i Göteborg, är en svensk dansare och koreograf.

## Filmografi

### Koreografi
- 1983 - Två killar och en tjej
- 1975 – Släpp fångarne loss – det är vår!
- 1975 – Kom till Casino!

### Skådespelare
- 1967 – Åsa-Nisse i agentform - Dansare
- 1975 – Kom till Casino! - Dansare

## Teater

### Roller (ej komplett)
| År   | Roll                    | Produktion | Regi                       | Teater        |
| ---- | ----------------------- | --- | -------------------------- | ------------- |
| 1964 | Ensemble                | Hur man lyckas i affärer utan att egentligen anstränga sig Frank Loesser, Abe Burrows, Jack Weinstock och Willie Gilbert | Folke Abenius              | Oscarsteatern |
| 1965 | Consuela                | West Side Story Leonard Bernstein, Stephen Sondheim och Arthur Laurents                                                  | Rikki Septimus             | Oscarsteatern |
| 1966 | Dansare Irene Molloy US | Hello, Dolly! Michael Stewart och Jerry Herman                                                                           | Sven Aage Larsen           | Oscarsteatern |
| 1970 |                         | Csardasfurstinnan Emmerich Kálmán, Leo Stein och Béla Jenbach                                                            | Isa Quensel                | Oscarsteatern |
| 1972 | Dansare                 | Sånt folk!, revy Carl Zetterström                                                                                        | Lars Amble                 | Maximteatern  |
| 1984 | Murre Wall              | P. Svanslös Bodil Malmsten                                                                                               | Bodil Malmsten             | Oscarsteatern |
| 1986 |                         | Mannen från La Mancha Mitch Leigh, Dale Wasserman och Joe Darion                                                         | Folke Abenius Mary Bettini | Oscarsteatern |

### Koreografi
| År   | Produktion                    | Upphovsmän                                                      | Regi        | Teater        |
| ---- | ----------------------------- | --------------------------------------------------------------- | ----------- | ------------- |
| 1974 | Glada änkan Die lustige Witwe | Franz Lehár, Victor Léon och Leo Stein Översättning Isa Quensel | Isa Quensel | Oscarsteatern |